# Barrage de Tibi
Pour les articles homonymes, voir Tibi (homonymie).
Le barrage de Tibi (en espagnol embalse de Tibi) est un des plus vieux barrages médiévaux d'Europe. Il coupe le cours du Río Monnegre (es).

## Protection
Le barrage fait l’objet d’un classement au titre de bien d'intérêt culturel depuis le 26 avril 1994.